# Lijst van burgemeesters van Schinveld
Dit is een lijst van burgemeesters van de voormalige Nederlandse gemeente Schinveld tot die gemeente op 1 januari 1982 opging in de gemeente Onderbanken.
| Ambtsperiode | Naam burgemeester        | Partij of stroming | Bijzonderheden                                                                                         |
| ------------ | ------------------------ | ------------------ | --- |
| 1825 - 1836  | Gabriël Beckers          |                    | vanaf 1813 maire/schout                                                                                |
| 1836 - 1844  | F.W. Bex                 |                    | |
| 1844 - 1862  | J.P. Buysers             |                    | |
| 1862 - 1870  | K.T. Buysers             |                    | |
| 1870 - 1882  | J.M. Beckers             |                    | |
| 1883 - 1895  | G. Beckers               |                    | |
| 1895 - 1910  | J.A. van Nuys            |                    | |
| 1910 - 1934  | P.J. Bosch               |                    | |
| 1934 - 1967  | P.J.H. Adams             |                    | voorheen burgemeester van Noorbeek; in 1944-1945 was Mathieu (M.J.P.M.) Corbey waarnemend burgemeester |
| 1967 - 1975  | Jacques (J.J.G.) Tonnaer | KVP / PPR          | later burgemeester van Sittard                                                                         |
| 1975 - 1982  | Wiel (W.P.J.) Vossen     | KVP / CDA          | later burgemeester van Gulpen                                                                          |